# Usuel
Un usuel est, dans une bibliothèque ou un autre équipement culturel proposant des livres en accès public, un ouvrage dont la consultation est fréquente, et qui est donc mis à disposition des usagers de façon plus libre que le fonds principal. Il s'agit généralement de dictionnaires ou d'encyclopédies fournissant des informations synthétiques facilitant la lecture des textes plus spécialisés.
Les usuels sont ainsi souvent en accès libre tandis que les ouvrages du fonds peuvent être gardés en magasins. Dans une bibliothèque qui prête les ouvrages à domicile, les usuels font souvent exception et sont dits « exclus du prêt ». Les usuels sont parfois appelés « ouvrages de référence ».  